# Liste der deutschen Botschafter in Saudi-Arabien
Die Liste der deutschen Botschafter in Saudi-Arabien enthält die Botschafter der Bundesrepublik Deutschland in Saudi-Arabien. Sitz der Botschaft ist in Riad.
Diplomatische Beziehungen zu Saudi-Arabien bestanden bereits zu Zeiten des Deutschen Reichs. Im Januar 1939 wurde Fritz Grobba erster deutscher Gesandter in Dschidda.
| Name | Amtszeit  | Anmerkungen |
| --- | --------- | --- |
| Oswald Freiherr von Richthofen | 1955–1963 | bis 9. Juni 1959 Leiter der Gesandtschaft                                                                        |
| Wilhelm Kopf | 1963–1965 | Agrément vom 24. Oktober 1963; Abbruch der diplomatischen, aber nicht konsularischen Beziehungen am 13. Mai 1965 |
| Schutzmacht der Bundesrepublik in Saudi-Arabien von 1965 bis 1974 war Italien, während im gleichen Zeitraum Saudi-Arabiens Interessen in der Bundesrepublik durch Pakistan vertreten wurden. |           | |
| Norbert Montfort | 1974–1976 | |
| Reinhard Schlagintweit | 1976–1979 | |
| Alfred Vestring | 1979–1981 | |
| Hans von Stein | 1981–1984 | |
| Walter Georg Nowak | 1985–1989 | |
| Wolfgang Bente | 1990–1992 | |
| Rudolf Rapke | 1993–1999 | |
| Harald Kindermann | 1999–2003 | |
| Gerhard Enver Schrömbgens | 2003–2006 | |
| Jürgen Krieghoff | 2006–2008 | |
| Volkmar Wenzel | 2008–2011 | |
| Dieter W. Haller | 2011–2014 | |
| Boris Ruge | 2014–2016 | |
| Dieter W. Haller | 2016–2018 | |
| Jörg Ranau | 2018–2021 | |
| Dieter Lamlé | 2021–2023 | |
| Michael Kindsgrab | seit 2023 | |